# Thread Colors〜さよならの向こう側〜
『Thread Colors〜さよならの向こう側〜』（スレッドカラーズ さよならのむこうがわ ）はヒューネックスが開発し、ディースリー・パブリッシャーが2002年11月14日にPlayStation 2で発売した恋愛アドベンチャーゲーム。略称はスレカラ。
2004年3月18日には、SIMPLEシリーズとして『THE 恋と涙と、追憶と…。〜スレッドカラーズ さよならの向こう側〜』のタイトルで廉価版が発売された。

## あらすじ
物語
病院のベットの上で目を覚ましたとき、一体何が起こったのか、君は理解することが出来なかった。思い出せたのはただひとつ。
いつも自分を暖かく包んでくれた最愛の人の体が、そのぬくもりを失い冷たくなっていったことだけ。
家族、友人、幼なじみ…そして入院生活で出会う様々な人々とのふれあいの中で、大事な「何か」を忘れてしまっていることに気づいた君は、焦りながらも、無くした記憶を徐々に取り戻していく。
失った記憶を見つけたとき、君の心は満たされるのだろうか？
それとも…。

## 登場人物
当麻 尚登（とうま なおと）
高校3年生の主人公。交通事故により記憶を失う。大人しくて真面目。
求塚 由真（もとめづか ゆま）
声 - 野中藍
誕生日:10月2日 年齢:18歳 身長:157cm スリーサイズ:85-60-86 趣味:音楽鑑賞 好きな食べ物:りんごジュース 好きな花:ラベンダー
尚登の幼なじみ。明るく落ち着いた性格。
当麻 美桜（とうま みおう）
声 - 石毛佐和
誕生日:1月30日 年齢:12歳 身長:148cm スリーサイズ:74-53-76 趣味:猫と遊ぶこと 好きな食べ物:タピオカミルク 好きな花:小さいひまわり
早くも両親を亡くし、尚登の家に引き取られた従妹。しっかり者。
野宮 楓（ののみや かえで）
声 - 水城レナ
誕生日:11月15日 年齢:15歳 身長:158cm スリーサイズ:82-58-81 趣味:散歩（病院内） 好きな食べ物:甘栗 好きな花:金木犀
病弱で入退院を繰り返している。もの静かな美少女。
草薙 つばさ（くさなぎ つばさ）
声 - 石松千恵美
誕生日:4月8日 年齢:16歳 身長:166cm スリーサイズ:87-59-87 趣味:格闘技観戦 好きな食べ物:プチトマトのサラダ 好きな花:明るい色のチューリップ
アーチェリー部に所属する元気娘。雄大の妹である。
九曜 満葉（くよう みつは）
声 - 大原さやか
誕生日:7月19日 年齢:29歳 身長:164cm スリーサイズ:92-63-89 趣味:旅行（滅多に行けない） 好きな食べ物:高菜の入ったうどん 好きな花:サーモンピンクの薔薇
尚登の主治医。
草薙 雄大（くさなぎ ゆうだい）
声 - 私市淳
誕生日:8月8日 年齢:18歳 身長:182cm 趣味:ライブ鑑賞 好きな食べ物:ピリ辛系で量のあるもの 好きな花:気にしない（区別がつかないともいう）
尚登の友人でつばさの兄。
鳴滝 葵（なるたき あおい）
声 - 前田愛
誕生日:6月11日 年齢:17歳 身長:167cm スリーサイズ:84-56-86 趣味:TVを観ること 好きな食べ物:シーザーサラダ 好きな花:白い百合
アーチェリー部の部長。
桂城 寧子（かつらぎ ねいこ）
誕生日:3月27日 年齢:22歳 身長:153cm スリーサイズ:82-58-84 趣味:子供たちの面倒をみること 好きな食べ物:ビールのおつまみ 好きな花:満開の桜
清滝総合病院に勤務する看護師。サブキャラクターだが攻略できる。酒癖が悪い。
尚登の父（なおとのちち）
尚登の父親。本名は不明。仕事の出張のため家を留守にすることが多い。
ナノハナ
当麻家で飼われている猫。メスである。
当麻 美津子（とうま みつこ）
尚登の母親。
深沼 カリス（みぬま カリス）
誕生日・年齢:不明 身長:168cm スリーサイズ:88-57-83
隠しキャラクター。喪服のような服装であり、カード占いをする。

## うらスレ
本編で3人クリアすると出現するミニゲーム集。 
ThreColor-N-AGE-NTS 〜 スレカラネージェンツ
最初から出現。3人のエージェントを遣いあるミッションをクリアする。隠し要素が多々ある。
素敵で無敵な微笑み！ -Aoi's Story-
カリス編をクリアすると出現。葵とのストーリー。
天使の微笑み -Neiko's Story-
満葉編で寧子エンディングを見ると出現。雄大視点からの寧子とのストーリー。この時のみ本編主人公の尚登にも音声が付く。
ナノハナの一日
ある条件を満たすと出現。当麻家の飼い猫 ナノハナ視点でのナノハナの一日のストーリー。
気がつけば、海
ある条件を満たすと出現。

## スタッフ
- キャラクターデザイン：風上旬
- シナリオ：館山緑
- 主題歌：CODA
  - 作詞、作曲、編曲：菅原幸枝／歌：佐藤裕美